# Kaisertum Österreich
Das Kaisertum Österreich ([ˌkaɪzɐtuːm ˈøːstəʁaɪç] ⓘ; in der zeitgenössischen offiziellen Schreibweise Kaiserthum Oesterreich) bildet einen Abschnitt in der Geschichte der Habsburgermonarchie. Es wurde am 11. August 1804 als Erbmonarchie von Erzherzog Franz von Österreich gegründet, der als Franz II. letzter Kaiser des Heiligen Römischen Reiches war. Seinen zweiten Kaisertitel Kaiser von Österreich führte er fortan als Franz I. von Österreich.
Als ungeteiltes Herrschaftsgebilde und monarchischer Einheitsstaat (bis 1848 auf differenziert föderalistischer Grundlage) des Hauses Habsburg-Lothringen bestand das Kaisertum Österreich bis zum 8. Juni 1867, als das Reich mit dem Österreichisch-Ungarischen Ausgleich in die Realunion Österreich-Ungarn umgewandelt wurde.
Das Kaisertum Österreich war seit seiner Gründung mit 698.700 km² flächenmäßig das zweitgrößte politische Gebilde (nach dem Russischen Kaiserreich) und mit 21,2 Millionen Menschen (im Jahr 1804) an dritter Stelle der Staaten Europas (nach Russland und Frankreich).

## Geschichte

### Gründung des österreichischen Kaisertums
Mit der Annahme des kaiserlichen Titels am 11. August 1804 wollte Franz die Ranggleichheit mit Napoleon I. wahren, der sich am 18. Mai zum erblichen Kaiser von Frankreich ernannt hatte und sich nachfolgend am 2. Dezember 1804 zum Kaiser der Franzosen krönte. Denn Franz war bisher als Franz II. der Kaiser des Heiligen Römischen Reiches Deutscher Nation, eines losen, in sich zerstrittenen Staatenbundes, dessen baldiges Ende durch den Druck Napoleons samt Verlust von Franzens Kaisertitel klar voraussehbar war.
Durch die Ausrufung des Kaisertums Österreich wurde Franz nun als Franz I. auch der Herrscher des Habsburgerreichs – eines Vielvölkerstaates in Mittel- und Südosteuropa, der das Gebiet der heutigen Staaten Österreich, Ungarn, Tschechien (Böhmen, Mähren und Österreichisch-Schlesien), Slowakei sowie Teile Polens und der Ukraine im Norden umfasste und sich im Osten und Südosten über Teile Italiens, Sloweniens und Kroatiens bis ins heutige Rumänien und Serbien ausdehnte –, ein Gebiet von 698.700 km² mit über 21 Millionen Einwohnern. Außerdem verfügte Österreich bis zum Dritten Koalitionskrieg über eine große Armee mit mehr als 400.000 Soldaten.
Durch die beiden Kaisertitel war Franz zwischenzeitlich Doppelkaiser. Nach zwei Jahren des Doppelkaisertums erklärte Franz am 6. August 1806 das Heilige Römische Reich Deutscher Nation für erloschen und legte dessen Krone nieder, da nach der bereits im Juli erfolgten Gründung des Rheinbundes die Gefahr einer Übernahme des Reiches durch Napoleon bestand.

### Von Napoleon bis zum Wiener Kongress

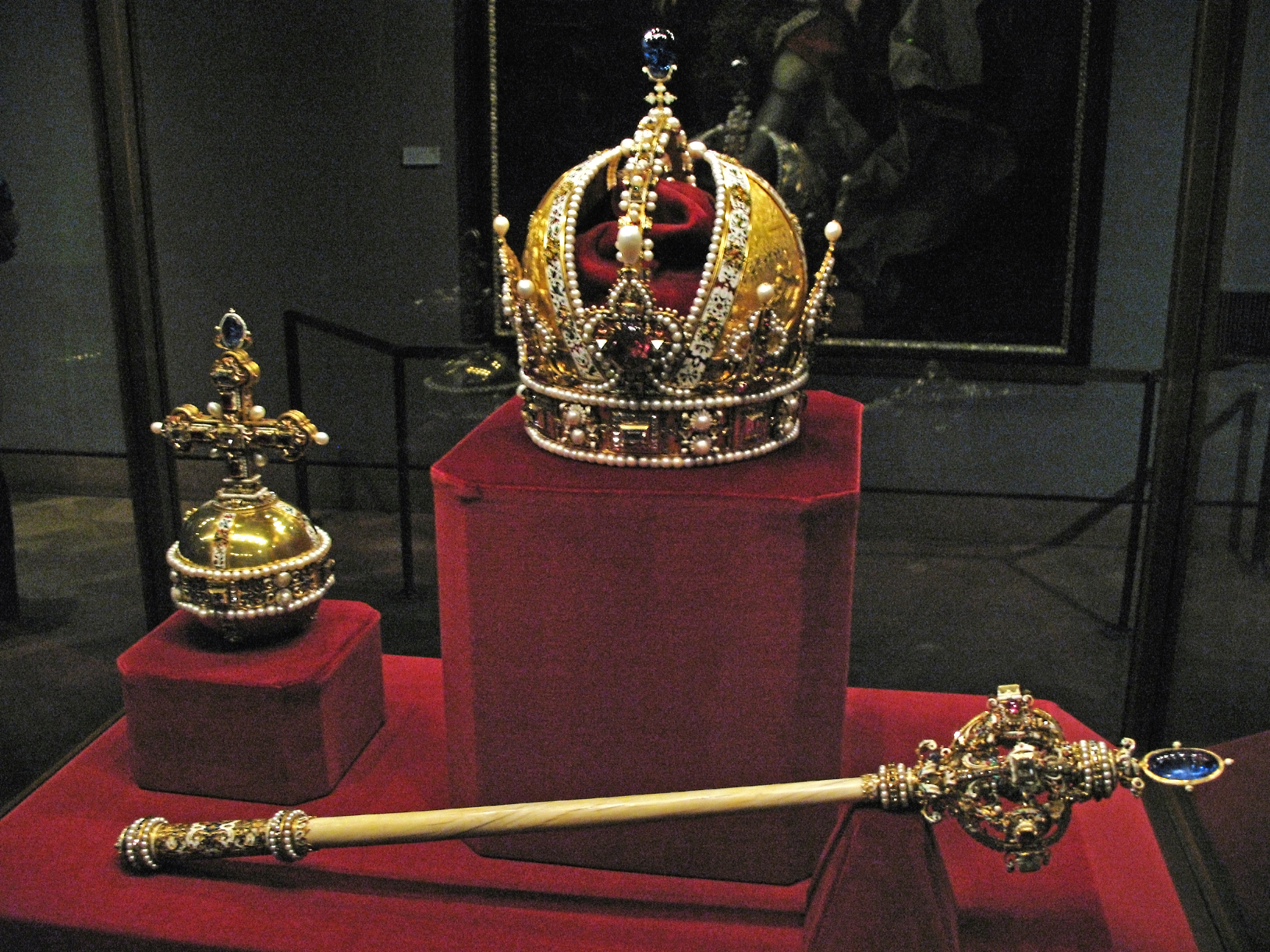
Zepter, Reichsapfel und Kaiserkrone, die Insignien des Kaisertums Österreich

Die weiteren Kriege gegen Napoleon Bonaparte verliefen wechselhaft. Durch den Pressburger Frieden von 1805 verlor das Habsburgerreich Tirol, Vorderösterreich sowie Freiburg, Günzburg, Rottenburg am Neckar und Horb am Neckar, die italienischen Gebiete, etwa Venetien, das es 1797 erworben hatte. Noch schlimmer kam es 1809 im Frieden von Schönbrunn, wo es neben dem erst erworbenen Salzburg auch die Gebiete an der Adriaküste (aus denen die französischen Illyrischen Provinzen gebildet wurden) abgeben musste und zu einem Binnenstaat wurde. Dennoch konnte Kaiser Franz seine Tochter Marie-Louise mit Napoleon verheiraten. Der aus dieser Verbindung hervorgegangene Sohn Napoleon II. lebte die meiste Zeit seines kurzen Lebens mit dem Titel Herzog von Reichstadt in Wien.
Erst mit dem Wiener Kongress 1814/15 endeten die Kriege gegen Napoleon, die das Land wirtschaftlich schwer belastet hatten. Am 20. Februar 1811 war von Kaiser Franz I. der Staatsbankrott erklärt worden, den er in den Jahren davor mehrmals hinausgeschoben hatte. Der Banknotenumlauf war zu Jahresbeginn auf über eine Milliarde Gulden angewachsen, das Zehnfache der Geldmenge des Jahres 1800. Die umlaufenden Bancozettel wurden gemäß kaiserlichem Finanzpatent bis zum 31. Jänner 1812 durch neue Einlösungsscheine zu 20 Prozent des alten Nennwertes ersetzt, danach waren Bancozettel wertlos.
Nach dem Wiener Kongress war der territoriale Umfang wie vor den Kriegen im Großen und Ganzen wiederhergestellt. Auf die abgelegenen österreichischen Niederlande und Vorderösterreich wurde verzichtet, dafür Salzburg und das Innviertel dauerhaft erworben. Es gab aber bis fast zu Ende des Kongresses den Plan, beide Gebiete bei Bayern zu belassen und dafür am Rhein ein neues Vorderösterreich zu schaffen, das nach heutigen Begriffen Rheinhessen, die Pfalz und das Saarland umfasst hätte. Darauf wurde dann zugunsten der staatlichen Geschlossenheit verzichtet. In Italien wurde das Gebiet bis zum Po direkt beherrscht. Aus den Gebieten des Herzogtums Mailand und der Republik Venedig wurde das Königreich Lombardo-Venetien geschaffen, das ein dauerhafter Unruheherd wurde. Im Herzogtum Parma, dem Herzogtum Modena und dem Großherzogtum Toskana herrschten habsburgische Sekundogenituren.
Österreich wurde Mitglied des auf dem Wiener Kongress neu gegründeten Deutschen Bundes bis zu dessen Auflösung 1866. Es übernahm den Vorsitz im Bundestag in Frankfurt und hatte wesentlichen Einfluss auf die Politik und den Werdegang des Bundes. Wie auch im Falle Preußens umfasste die Mitgliedschaft nur jene Teile des Kaiserreiches, die zuvor Teil des Heiligen Römischen Reiches waren. 1816 stellte es jedoch im Bund mit 9,29 Millionen (30,5 %) den größten Teil der Gesamtbevölkerung.

### Vormärz und Revolution von 1848
Die folgende Ära bis 1848 war von der Regierung des Fürsten Metternich geprägt, der innen- wie außenpolitisch versuchte, die alte feudale Ordnung zu bewahren, zumal sich der Ruf nach bürgerlichen Freiheiten verstärkte. In Kunst und Literatur war es die Zeit von Biedermeier und Vormärz; letzterer ist auch ein politischer Begriff für die Jahre vor dem März 1848.
1839 fasste Kaiser Ferdinand I. die dynastischen Regeln des Hauses Habsburg-Lothringen neu zusammen; siehe Kaiserlich österreichisches Familienstatut.
Im März 1848 kam es in der Habsburgermonarchie, wie auch in anderen Gebieten Europas, zur Revolution, bei der politische, soziale und nationale Probleme fast unentwirrbar verknüpft waren. Zentren des Aufstands waren neben Wien und Prag Mailand und vor allem Ungarn. In Italien unterdrückte Feldmarschall Radetzky die Aufstände und gewann den Ersten Unabhängigkeitskrieg gegen König Karl Albert von Sardinien. Noch gefährlicher für das Kaisertum war die Revolution in Ungarn, wo der Reichstag im Oktober bereits die Habsburger abgesetzt hatte und Lajos Kossuth als De-facto-Präsident agierte.
Letztlich konnten sich die Habsburger nur dank massiver russischer Militärhilfe gegen Ungarn und dem Einsatz der Kroaten unter Banus Jellačić halten. Letztere lehnten eine Unterdrückung Kroatiens durch die Ungarn stärker ab als die Herrschaft der Habsburger. Der Kampf der Nationalitäten gegeneinander, der das Reich fast gesprengt hätte, rettete nun die Dynastie. Auch in Wien wurde die Revolution durch Jellačić und Windischgrätz 1849 niedergeschlagen.

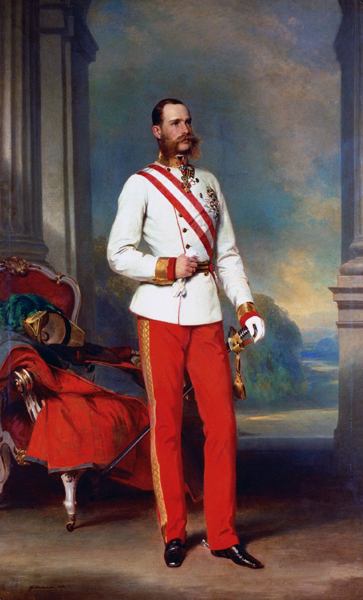
Kaiser Franz Joseph I.

Die Verfassung von 1848, die von Franz von Pillersdorf ausgearbeitet worden war (Pillersdorfsche Verfassung), trat nie in Kraft. Der neue Kaiser Franz Joseph I. zwang dem Kaiserreich eine eigene Verfassung auf (oktroyierte Verfassung), die aber 1851 wieder außer Kraft gesetzt wurde. Während der Reaktionsära bis 1859 regierte der Kaiser allein (Neoabsolutismus).
Preußen versuchte mit der Erfurter Union 1849/50, die deutschen Staaten mit Ausnahme Österreichs zu vereinen. Dem setzte Österreich den Großösterreich-Plan entgegen, ging aber auch im Vierkönigsbündnis vom Februar 1850 auf die Wünsche Bayerns und anderer Staaten ein, dem Deutschen Bund mehr Rechte einzuräumen. Wegen der verschiedenen Interessen gelang es aber weder Österreich, alle seine Gebiete dem Bund beitreten zu lassen, noch Bayern und den übrigen Staaten, den Bund zu stärken. Daher wurde nach der Herbstkrise 1850, in der es fast zu einem österreichisch-preußischen Krieg gekommen wäre, der Deutsche Bund im Sommer 1851 mehr oder weniger in alter Form wiederhergestellt. Während der Zeit des Neoabsolutismus erlebte das Habsburgerreich zunächst eine innere Konsolidierung und – indem eine effektive Staatsbürokratie geschaffen wurde, die Industrialisierung und Eisenbahnbau förderte – einen wirtschaftlichen Aufschwung.

### Solferino und Magenta
Im Jahr 1859 ging nach den Schlachten von Magenta und Solferino die Lombardei verloren. Napoleon III. unterstützte die italienische Nationalbewegung und der unerfahrene junge Kaiser ließ sich in einen Krieg gegen Frankreich ziehen, in dem er auch noch selbst das Kommando übernahm. Mailand und die Sekundogenituren gingen an Sardinien-Piemont verloren, nur Venetien blieb dem Kaisertum noch wenige Jahre. Die Schlacht von Solferino und Magenta war der Anlass für die Gründung des Roten Kreuzes durch Henri Dunant und für die Genfer Konventionen (1864), denen Österreich 1866 beitrat.
Die Niederlage von Solferino beschädigte das kaiserliche Prestige schwer und machte ein Aufrechterhalten des neoabsolutistischen Regiments unmöglich. Es kam zu zwei Verfassungsentwürfen (Oktoberdiplom 1860 und Februarpatent 1861, beide per Anordnung des Kaisers erlassen). Schon diese beiden Entwürfe zeigen ein starkes Schwanken zwischen Zentralismus und Föderalismus, wobei ersterer von den Liberalen und letzterer von den Konservativen getragen wurde. Beide erwiesen sich als nicht durchführbar. Das Modell des Oktoberdiploms, das Parlament von den Landtagen wählen zu lassen, hatte das liberale Bürgertum gegen sich, und der Versuch des liberalen Ministerpräsidenten Anton von Schmerling, einen allgemeinen Reichstag direkt wählen zu lassen, scheiterte nicht zuletzt am Boykott durch Ungarn.

### „Deutsche Frage“
Mitte der 1860er-Jahre wurden diese Verfassungsexperimente von der Deutschen Frage überschattet. Der Konflikt um die Thronfolge in den Herzogtümern Schleswig und Holstein hatte den österreichisch-preußischen Streit um die Vorherrschaft im Deutschen Bund (Deutscher Dualismus) zum Eskalieren gebracht. Preußen und sein Ministerpräsident Otto von Bismarck verfolgten eine Reformstrategie, die auf einen kleindeutschen Bundesstaat oder eine Teilung in Nord- und Süddeutschland hinauslief, während sich Österreich allenfalls für eine begrenzte Reform des Bundes einsetzte. Allerdings arbeiteten beide Großmächte in dieser Zeit auch zusammen, so im Deutsch-Dänischen Krieg 1864. Gemeinsam mit Preußen regierte Österreich in Schleswig-Holstein ein Kondominium (1864–1866).
Wegen der Reformfrage und Streit über Schleswig-Holstein eskalierte die Situation. Am 14. Juni 1866 beantragte Österreich im Bundestag die Mobilisierung des Bundesheeres gegen Preußen. Damit begann der Deutsche Krieg. In der Schlacht von Königgrätz in Böhmen 1866 wurde Österreich von Preußen entscheidend geschlagen. Im Prager Frieden akzeptierte Österreich die Auflösung des Deutschen Bundes und dass Preußen die Verhältnisse in Deutschland neu ordnen dürfe.
Preußen annektierte einige Bundesgenossen Österreichs (Königreich Hannover, Kurhessen, Nassau, Freie Stadt Frankfurt). Andere, wie das Königreich Sachsen, gerieten in preußische Abhängigkeit. Der einzige Gebietsverlust Österreichs war Venetien, das trotz österreichischer Siege über Italien (etwa der Sieg über die italienische Flotte in der Seeschlacht von Lissa unter Wilhelm von Tegetthoff) verlorenging. Dies war schon vorher vertraglich unter den Bündnispartnern Preußen und Italien vereinbart gewesen.

### Umwandlung in die österreichisch-ungarische Monarchie (1867–1918)
Auch im Inneren musste das Reich auf eine neue Basis gestellt werden, denn das kaiserliche Prestige war abermals am Boden. Als gangbarster Weg schien es Franz Joseph I., sich mit den gemäßigten ungarischen Liberalen unter Graf Andrássy und Ferenc Deák zu einigen und dem Königreich Ungarn einen Sonderstatus anzubieten. 1867 wurde mit dem Ausgleich, der dem ungarischen Landesteil (Transleithanien) und dem König von Ungarn Gleichwertigkeit mit Cisleithanien und dem Kaiser von Österreich einräumte, das Kaisertum Österreich in die Doppelmonarchie Österreich-Ungarn umgewandelt. Gleichzeitig erhielt der weiterhin kaiserlich beherrschte Teil mit den Staatsgrundgesetzen der Dezemberverfassung von 1867 eine bis 1918 gültige Verfassung, die teilweise in die seit 1920 gültige Bundesverfassung der Republik Österreich übernommen wurde.
Die Bezeichnung Kaisertum Österreich wurde fortan nicht mehr gebraucht. Offiziell wurde der österreichische Landesteil nun meist als die im Reichsrat vertretenen Königreiche und Länder bezeichnet, von Politikern und Juristen kurz Cisleithanien genannt. Der Name Österreich wurde aber in bestimmten Bezeichnungen, wie Oesterreichisch-ungarische Bank, nach wie vor verwendet; tschechische Politiker, die eine Regierung in Prag verlangten, lehnten es ab, unter Österreich subsumiert zu werden. 1915, als der Reichsrat vertagt war, wurde „Österreich“ für Cisleithanien wieder offizielle Bezeichnung.

## Bevölkerung

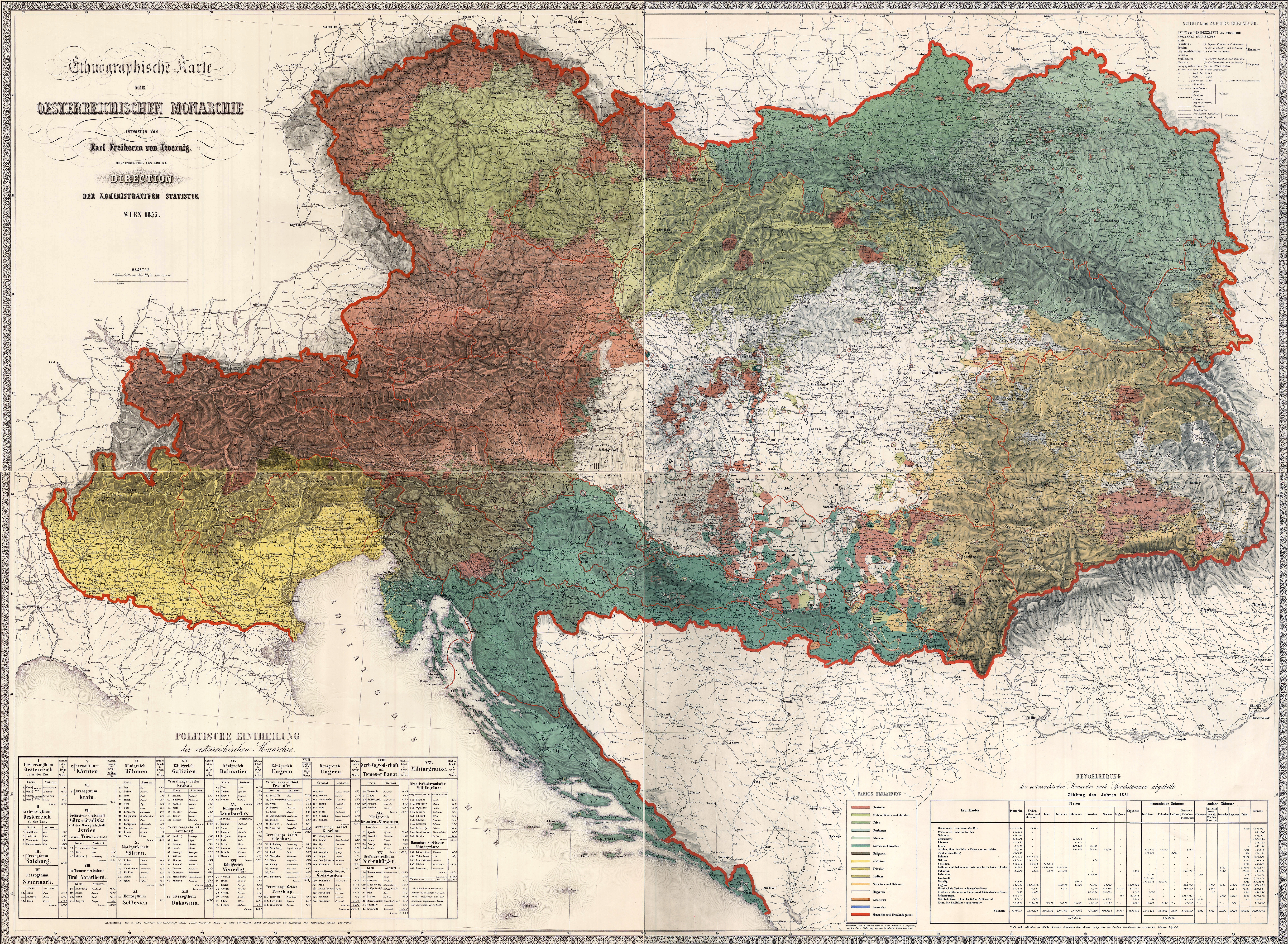
Ethnographische Karte des Kaisertums Österreich (von Karl von Czoernig-Czernhausen), 1855

Das Kaisertum Österreich war ein Vielvölkerreich, in dem mehrere Nationalitäten siedelten (vor allem Deutsche, Magyaren, Tschechen, Slowaken, Polen, Ruthenen, Rumänen, Serben, Kroaten, Slowenen, Italiener). Diese beeinflussten einander, was Besonderheiten in Kultur, Küche, Sprache oder Architektur hervorbrachte. Selbst lange nach dem Untergang der Donaumonarchie macht sich in deren Nachfolgestaaten dieser Einfluss heute immer noch bemerkbar, etwa im österreichischen Deutsch, das zahlreiche Lehnwörter aus dem Tschechischen, Slowakischen, Ungarischen, Slowenischen, Italienischen und auch aus dem Jiddischen besitzt, die das Bundesdeutsche Hochdeutsch nicht kennt.

## Länder im Kaisertum Österreich

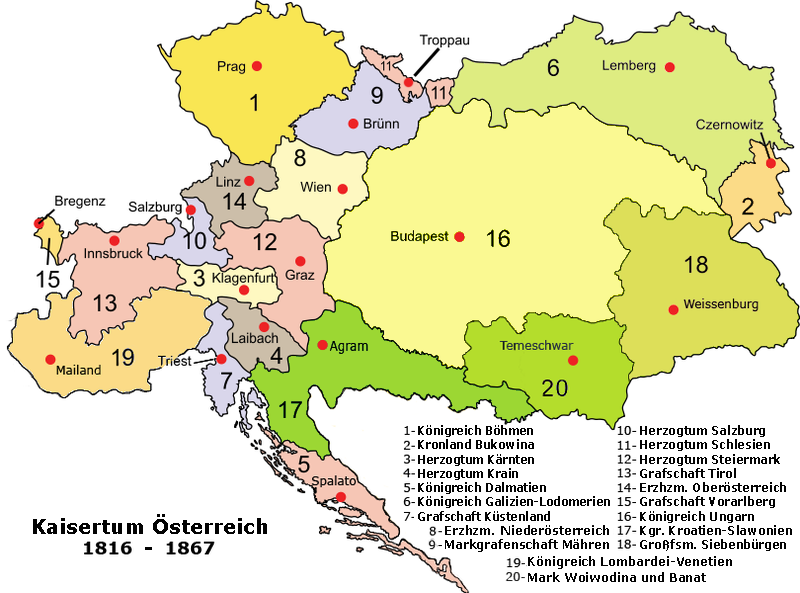
Kaisertum Österreich, 1816 bis 1867

Verwaltungsgliederung des Kaisertums Österreich, hauptsächlich ab dem Wiener Kongress 1815, mit den Gebietsreformen 1848 bis zum Oktoberdiplom von 1860 – bei der Gründung 1804 war es teils anders organisiert (vergl. Titel des Kaisers Franz I.)
Erzherzogtum Österreich und Nebenländer
- Kronland Erzherzogtum Österreich unter der Enns
- Kronland Erzherzogtum Österreich ob der Enns
- Herzogtum Salzburg ab 1805, 1809–1816 frz./bayer., 1816–1850 Salzachkreis Oberösterreichs, dann Kronland
- Kronland Herzogtum Steiermark
- Kronland Gefürstete Grafschaft Tirol mit dem Lande Vorarlberg, 1805–1816 bayer./frz., 1861 aufgeteilt in:
  - Kronland Gefürstete Grafschaft Tirol
  - Land Vorarlberg
- Kronland Königreich Illyrien 1814 aus Kärnten, Krain und den rückerstatteten frz. Illyrischen Provinzen (vormaliges „Habsburgisches Litorale“) gebildet, 1849/50 wieder aufgeteilt in:
  - Kronland Herzogtum Kärnten
  - Kronland Herzogtum Krain
  - Kronland Küstenland (Gefürstete Grafschaft Görz und Gradisca, Triest, Markgrafschaft Istrien)

Böhmen und Nebenländer
- Kronland Königreich Böhmen
- Kronland Markgrafschaft Mähren
- Kronland Herzogtum Schlesien
- Kronland Königreich Galizien und Lodomerien
  - Kronland Herzogtum Bukowina 1850 ausgegliedert

Ungarn und Nebenländer
- Kronland Königreich Ungarn
- Kronland Königreich Kroatien (Zivilkroatien)
- Kronland Königreich Slawonien
1849 beide zum Königreich Kroatien und Slawonien vereinigt

Sonstige Länder und Gebiete
- Kronland Königreich Lombardo-Venetien ab 1815, 1851 aufgeteilt in:
  - Kronland Lombardei, 1859 an Kaiserreich Frankreich/Kgr. Sardinien-Piemont verloren
  - Kronland Venetien, 1866 an Kgr. Italien verloren
- Kronland Königreich Dalmatien
- Kronland Großfürstentum Siebenbürgen, 1849–1854 Militärverwaltung, 1867 der Ungarischen Krone zugeordnet
- Kronland Serbische Wojewodschaft und Temescher Banat (Wojwodina und Banat), 1849 durch Abtrennung aus Ungarn und Gebiete der serbischen Militärgrenze gebildet, 1860 zwischen Ungarn und Kroatien-Slawonien aufgeteilt[5]
- Militärgrenze:
  - Kroatische Militärgrenze (Militärkroatien)
  - Slawonische Militärgrenze
  - Banater Militärgrenze
  - Siebenbürger Militärgrenze